# Abraumhalde

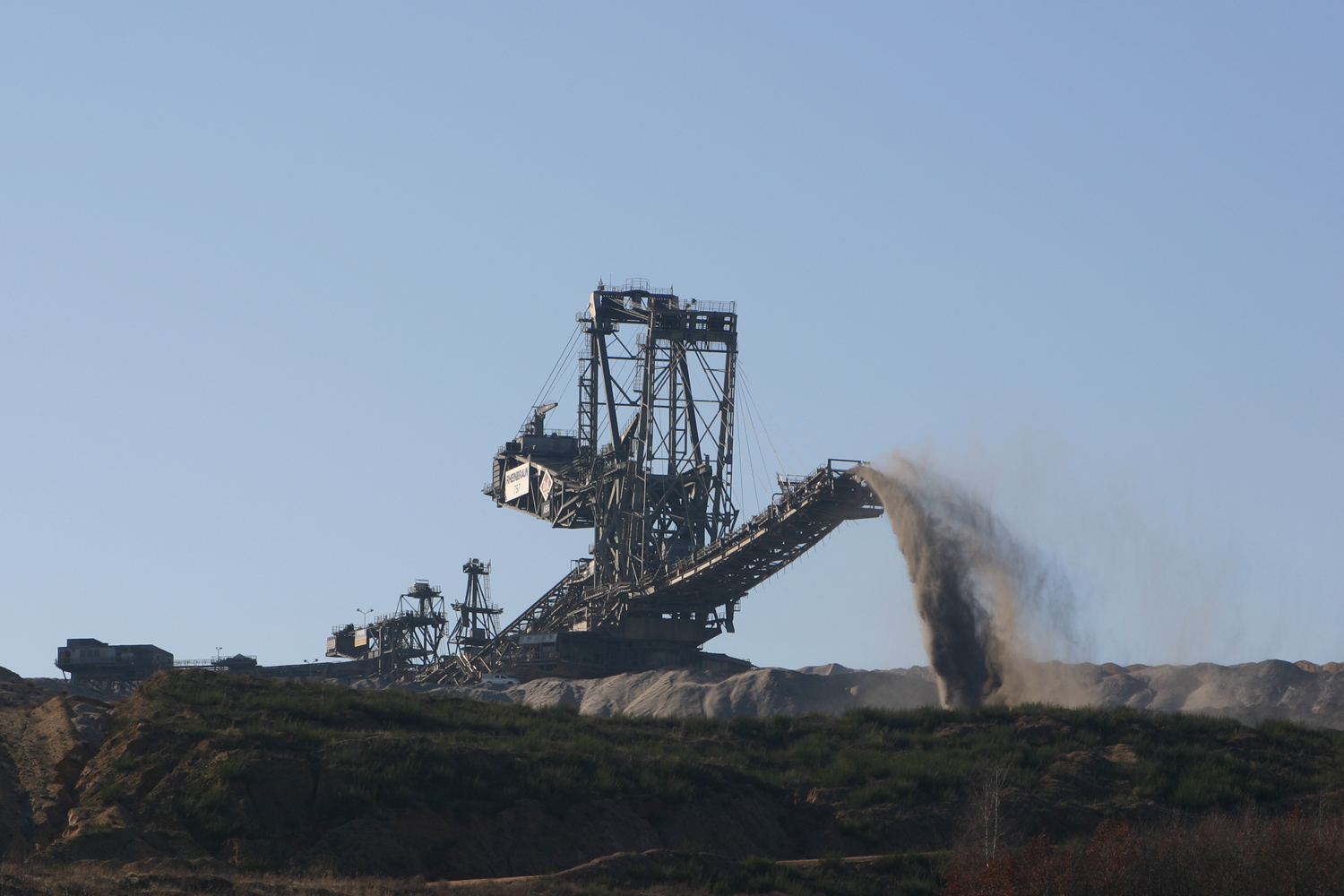
Absetzer beim Verkippen von Abraum

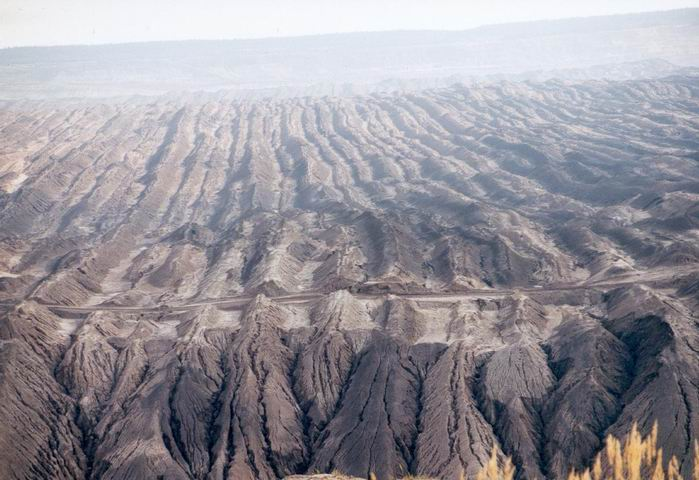
Abraumhalde des ehemaligen Tagebaus Meuro, Niederlausitz

Eine Abraumhalde, auch Hochkippe (französisch terril oder halde, englisch spoil tip) genannt, ist eine Halde, die durch das Aufschütten (bergmännisch „Absetzen“, „Verkippen“ oder „Verstürzen“) von Abraum aus einem Tagebau entstanden ist.
Die über Tage angelegte Aufschüttungen der Halden prägen durch Bergbaufolgelandschaften insbesondere das Erscheinungsbild ehemaliger Bergreviere. Nach der Einstellung des Bergbaues werden die Resthalden durch Begrünung bzw. Renaturierung umgestaltet, um als neuer Lebensraum oder Touristengebiet dienen zu können.

## Entstehung
Beim Aufschluss und beim Betrieb einer Tagebaugrube fallen große Mengen an Abraum, bestehend aus Deckgebirge und Zwischenmitteln, als „taubes“ Material (Masse) an.
Im laufenden Betrieb ist es normalerweise möglich, die auf der Abbauseite anfallenden Abraummassen vollständig innerhalb des Tagebauloches auf der Seite, wo der Rohstoff bereits herausgewonnen wurde, zu verkippen. Hierfür wird der Abraum entweder mittels Bandanlagen herübertransportiert und dann mittels Absetzer verkippt, oder Transport und Verkippung werden in einer Förderbrücke kombiniert. In manchen Tagebauen geschieht der Transport auch per LKW oder per Grubenbahn. Die Materialbilanz ist aufgrund des herausgewonnenen Rohstoffes leicht negativ, das Tagebauloch wandert in horizontaler Richtung, es behält aber annähernd seine Tiefe (bergmännisch Teufe) und sein Volumen. Zum Ende des Abbaubetriebes bleibt ein Restloch zurück.
Anders als im laufenden Betrieb ist es beim Aufschluss und in der Frühphase des Betriebes, vor Erreichen der vollen Teufe, oft notwendig, Material nach außerhalb des Tagebauloches zu verbringen. Falls nicht in der Umgebung ein Restloch eines anderen, bereits vollständig ausgebeuteten Tagebaues liegt, für dessen Verfüllung das Material genutzt werden kann, muss Material an geeigneter Stelle auf freiem Feld verkippt werden. Hier entsteht dann mit der Zeit eine Hochkippe. Liegt die Kippe auf freiem Feld außerhalb eines Tagebaus, spricht man auch von einer Außenkippe. Auch beim Verkippen innerhalb eines Tagebaufeldes (dabei kann es sich um denselben Tagebau handeln, aus dem der Abraum stammt, oder einen anderen) kann eine Hochkippe entstehen, wenn die Höhe der Kippe über das Niveau des umliegenden Geländes hinausreicht; hier spricht man von einer (überhöhten) Innenkippe.
Manchmal werden Hochkippen nur vorübergehend angelegt und später wieder abgetragen, um das Material zum Verfüllen von Restlöchern zu benutzen.

## Renaturierung, Rekultivierung und Nachfolgenutzung
Hochkippen aus sandigen Massen haben meist die Form eines Tafelberges mit einem großflächigen Hochplateau. So kann nach erfolgter Setzung des Materials und Rekultivierung der Oberfläche das Plateau landwirtschaftlich genutzt werden. Die Seitenhänge sind zur Stabilisierung und zur Vermeidung von Erdrutschen meist bewaldet angelegt.

### Renaturierung nach Art der Abraumhalde

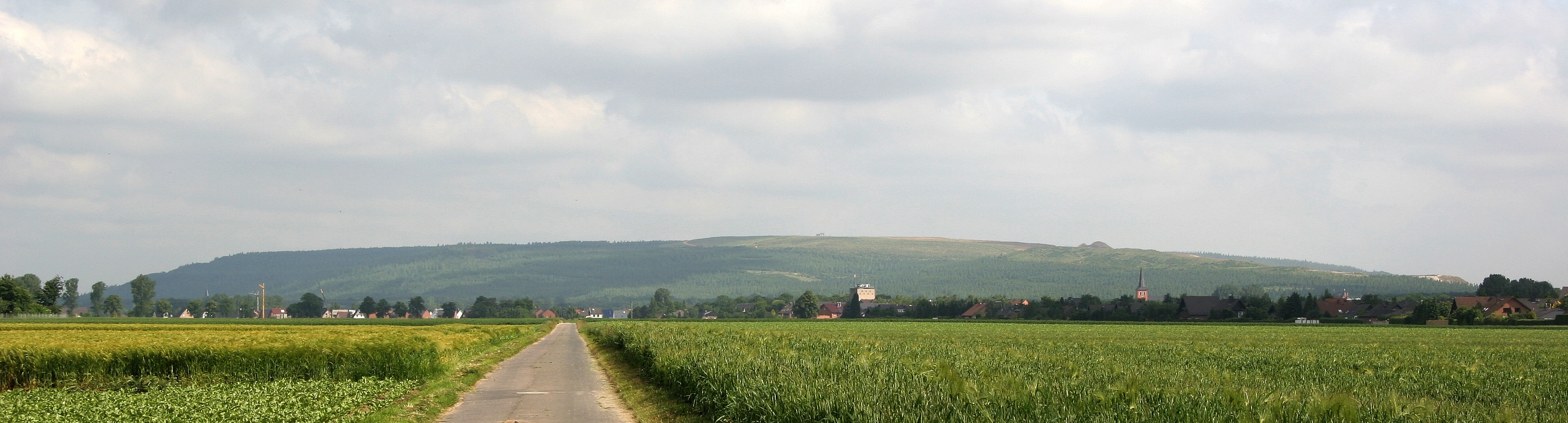
Die Sophienhöhe, mit die höchste Kippe des Rheinischen Braunkohlereviers

- Kalihalden
- Uranabbauhalden

### Weitere Nutzungsmöglichkeiten
Auf einigen Kippen sind zur Ausnutzung der günstigen Höhenlage Windkraftanlagen und/oder Sendemasten aufgestellt worden.
Naturschutzgebiet Hardenstein, Gebiet des ehemaligen Ruhrbergbaus
Im Gegensatz zu Halden, haben größere, durch Bergbau entstandenen Vertiefungen den Vorteil, dass Bergbaufolgelandschaften sich durch Flutung der Löcher attraktiv und vielseitig gestalten lassen, wie z. B. im Leipziger Neuseenland.